# Paul Lutus
Paul Lutus (Cambridge, Massachusetts, Estados Unidos, 16 de mayo de 1945) es un notable autor de software, investigador, ensayista y navegante.
Paul Lutus escribió el "Apple Writer", el primer programa de textos, para el Apple II, un best Seller de la década de 1980, y Arachnophilia, un Editor de HTML gratuito, que hoy se implementa en Java y, por tanto, está disponible para un gran número de sistemas operativos. En su Sitio web ("A playground for thinkers", una sala de juegos para pensadores) ofrece muchos más Programas para descargar gratuitamente.
Ha  desarrollado circuitos electrónicos para el programa Space Shuttle de la NASA así como un modelo matemático del sistema solar para el Jet Propulsion Laboratory durante la misión Viking a Marte. En 1983, obtuvo el premio Vollum del Reed College por sus Contribuciones a la Ciencia y la Tecnología. La Oregon Academy of Science lo nombró científico del año en 1986.
Lutus también es conocido por el desarrollo de una versión de Careware. En su versión, cuando se descarga uno de sus paquetes de software libre debe pagarse un único precio, en sus propias palabras: "Así que aquí está mi oferta: deje de quejarse por una hora, un día, una semana, a su elección, y con eso habrá ganado su copia de Arachnophilia. Diga palabras de aliento a los jóvenes, haga que se sientan bienvenidos en el planeta Tierra (muchos no lo hacen). Muestre por ejemplo, que no necesitamos todo lo que tenemos con el fin de ser feliz y productivo". Algunos de sus visitantes encuentran la Idea encantadora, otros la consideran ingenua. En todo caso él mismo analiza el término frente a la definición de Freeware frente a la evolución de Internet.
Entre 1988 y 1991 circunnavegó en su barco de 31 pies de vela en solitario. Su Libro sobre este viaje, "Confessions of a Long-Distance Sailor" (Confesiones de un navegante de alta mar), se puede descargar de forma gratuita desde su página de internet. Sus ensayos abarcan una amplia gama de temas que empleamos con frecuencia, como el narcisismo, habilidades para la vida, el horror del consumo, etc. A pesar de que mantiene una actitud positiva, parece que la sociedad norteamericana y sus valores se desplomaron y apenas hay esperanza de mejoría.